# جون بيرسيفال
جون بيرسيفال (5 أغسطس 1902 - 5 مارس 1983) (بالإنجليزية: John Percival)‏ هو لاعب كريكت بريطاني (وحمل سابقاً جنسية المملكة المتحدة لبريطانيا العظمى وأيرلندا).

## وصلات خارجية
- جون بيرسيفال على موقع إي آس بي آن كريك إنفو (الإنجليزية)